# 1984年夏季残疾人奥林匹克运动会芬兰代表团
1984年夏季残疾人奥林匹克运动会芬兰代表团是芬兰派出的1984年夏季残疾人奥林匹克运动会代表团。获得18枚金牌、14枚银牌和27枚铜牌。